# The Airship, or 100 Years Hence
The Airship, or 100 Years Hence er en amerikansk stumfilm fra 1908 af J. Stuart Blackton.

## Medvirkende
- Florence Lawrence
- J. Stuart Blackton